# وژکولم
وژکولم (به انگلیسی: Vazhakulam) یک زیستگاه انسانی در هند است که در Ernakulam district واقع شده‌است.

## خصوصیات
وژکولم ۲۲ متر بالاتر از سطح دریا واقع شده‌است.